# V1280 Scorpii

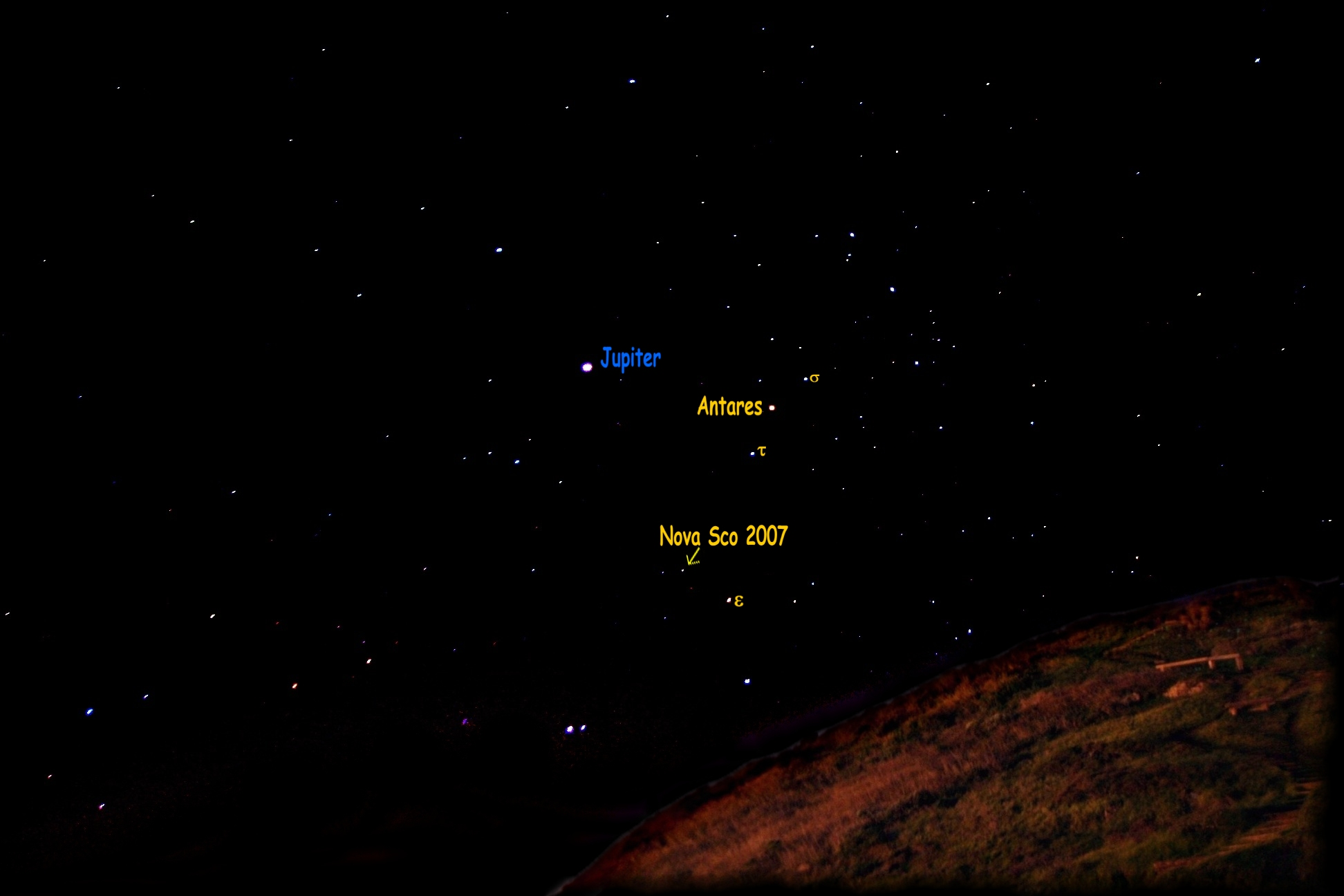
V1280 Scorpii se observó en febrero de 2007 en la constelación de Escorpión.

V1280 Scorpii fue una nova aparecida en la constelación de Escorpión en el mes de febrero de 2007, en el sur del cúmulo globular M62. Alcanzó magnitud aparente 9 alrededor del 4 de febrero, y llegó a magnitud 3,9 el 17 de febrero.
Su descubrimiento fue anunciado por el telegrama electrónico de la IAU #835, y la circular #8803.

## Datos de observación
Datos para la época J2000.0
- Constelación: Escorpión
- Ascensión recta: 16h 57m 41.24s
- Declinación: -32° 20′ 36.4″
- Magnitud aparente: +3.9 max